# Petri Lajos
Petri Lajos, 1928-ig Pick (Szeged, 1884. június 10. – Budapest, 1963. augusztus 26.) szobrászművész, Balázs Béla gyermekkori jóbarátja, édesapja Pick Márk.

## Élete

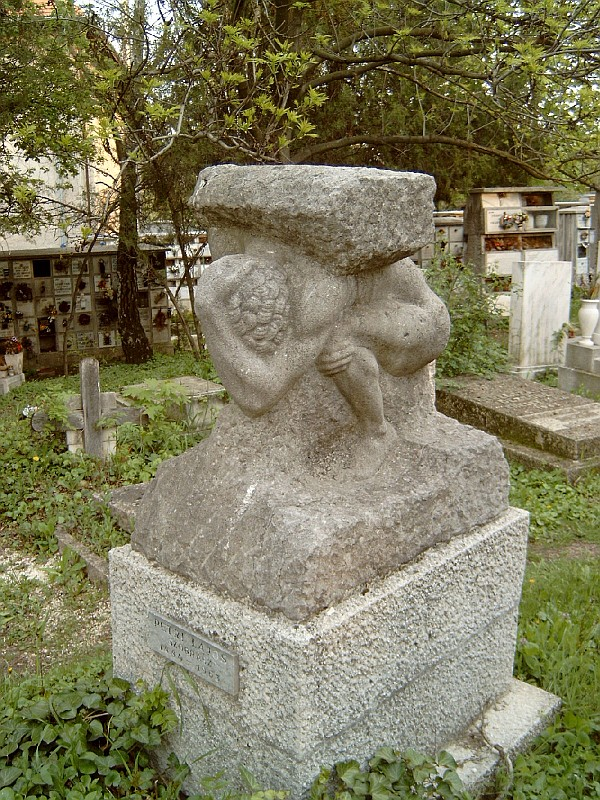
Petri Lajos sírja Budapesten. Farkasréti temető: 60/7-1-103. A művész saját alkotása.

Családja birtokolta a Pick Szalámigyárat. 1894 és 1901 között szülővárosában a piaristáknál tanult. Gyermekkorában öngyilkosságot kísérelt meg. Érettségi vizsgáját követően Budapesten és Berlinben tanult jogot, majd 1907-ben Telcs Ede tanítványa lett, később Brüsszelben tanult, 1910–1922 között itt élt. Elsősorban portréi voltak jelentősek, első portréját 1909-ben készítette el Juhász Gyuláról. 1922-től fogva gyűjteményes kiállításokon szerepelt. A második világháború után számos állami megbízást is kapott, 1960-ban egész munkásságát átfogó kiállítása volt a Nemzeti Szalonban. Haláláról beszámolt a Népszabadság.

## Művészete
Művészi stílusa realista volt. Agyagból formázott, legtöbbször bronzba öntött. Tervei nagyméretű szobrok voltak, azonban megvalósulásra nem kerültek, gipszmintái a műteremben voltak láthatók. Schirilla György atlétát ábrázolta háromszoros életnagyságban. Modelljei közül a leghíresebb Kodály Zoltán, akiről többször mintázott és munkái nagyon jól sikerültek. Műveiből többet a Magyar Nemzeti Galéria vásárolt meg. A budai várban a Tóth Árpád sétányon található az erdélyi 2-es huszárezred emlékműve. A Magyar Állami Operaház első emeletén Sándor Erzsi szopránénekesnő carrarai márvány szobra látható, amely a művésznőt Lakmé jelmezében ábrázolja. Fürdőző leány bronzszobra korábban Budapest II. Szilágyi Erzsébet fasor elején, jelenleg (2009) a Tárogató út elején lévő kis parkban az Üzleti Főiskola előtt található.

## Emlékezete
Gyermekkori jóbarátja, Balázs Béla Álmodó ifjúság című önéletrajzában Perl Ödön néven írt róla.

## Kiállításai

### Egyéni kiállítások
- 1922: Ernst Múzeum, Budapest
- 1960: Nemzeti Szalon, Budapest
- 1960: Műcsarnok, Budapest
- 1963: Szeged (emlékkiállítás).

### Válogatott csoportos kiállítások
- 1922: Konstakademien, Ungerske Konstutställningen, Stockholm
- 1928: Magyar kiállítás, Róma
- 1940: Tavaszi tárlat, Műcsarnok, Budapest
- 1959: Brüsszel.

## Köztéri művei
- Dr. Boros József (márvány, műkő, 1926, Szeged)
- Korányi Frigyes (bronz dombormű, 1930, Szeged, Dóm tér, Nemzeti Pantheon)
- Eötvös József és Trefort Ágost (mészkő, 1930, Szeged, Dóm tér, Nemzeti Pantheon)
- Erdélyi kettes huszárok lovasszobra (bronz, 1934, Budapest, I. ker.)
- Csók (márvány, Budapest, II. ker.)
- Bánat-Ébredés (bronz, 1937, Budapest, II. ker.)
- Leány korsóval (műkő, 1937, Szeged)
- Katona József (kő mellszobor, 1952, Budapest, Városliget)
- Kaffka Margit (kő emléktábla, 1954, Budapest, XIV, ker.)
- Móra Ferenc (terrakotta mellszobor, 1960, Szeged, Dóm tér, Nemzeti Pantheon)
- Palotás János (1960, Szolnok)
- Fényes Adolf (bronz, 1961, Kecskemét)
- Gárdonyi Géza (mészkő portrédombormű, 1963, Gárdony, Általános Iskola)
- Lendl Adolf (kő mellszobor, 1965, Fővárosi Állat- és Növénykert).

## Főbb művei
- Juhász Gyula portréja (gipsz, 1909)
- Fiatal lány portréja (márvány, 1909)
- Startoló (bronz, 1911)
- Táncoló nő (bronz, 1913)
- Károlyi Lajos portréja (bronz, 1915)
- Anyám (bronz, 1928)
- Síremlék (márvány, 1928?)
- "Vázlat" (gipsz, 1939 előtt)
- 2. Erdélyi huszárezred emlékműve (gipsz, 1940?)
- Kodály Zoltán portréja (bronz, 1943 előtt)
- Zipernovszky Károly portréja (1960)
- Balázs Béláné arcképe (é. n., bronz)
- Gazda Géza portréja (é. n., gipsz)
- Kernstok Károly portréja (é. n., gipsz)
- Morinyi Ödön portréja (é. n., terrakotta)
- Ungár Imre (é. n., bronz).